# Dowletā
Dowletā (persiska: دولتا) är en ort i Iran.   Den ligger i provinsen Kermanshah, i den nordvästra delen av landet, 500 km väster om huvudstaden Teheran. Dowletā ligger 668 meter över havet och antalet invånare är 306.
Terrängen runt Dowletā är bergig åt nordost, men åt sydväst är den kuperad. Dowletā ligger nere i en dal. Runt Dowletā är det ganska glesbefolkat, med 34 invånare per kvadratkilometer. Närmaste större samhälle är Sheykh Salleh, 13,2 km väster om Dowletā. Omgivningarna runt Dowletā är i huvudsak ett öppet busklandskap.